# The Unicorn
The Unicorn es una serie de televisión de comedia de situación estadounidense creada por Bill Martin, Mike Schiff y Grady Cooper para CBS que se estrenó el 26 de septiembre de 2019. En mayo de 2021, CBS canceló la serie tras dos temporadas.

## Premisa
Un padre recientemente viudo con dos hijas es animado por sus amigos a volver a la escena de las citas. Sorprendentemente tanto para él como para sus amigos, se convierte en el soltero más buscado debido a su condición de padre viudo.

## Elenco
- Walton Goggins como Wade, el propietario de una empresa de paisajismo y un padre soltero que intenta encontrar un nuevo equilibrio en su vida después del fallecimiento de su esposa.
- Rob Corddry como Forrest, el amigo de Wade y el esposo de Delia.
- Michaela Watkins como Delia, la esposa de Forrest y una pediatra.
- Omar Miller como Ben, el otro mejor amigo de Wade, que entrena al equipo de fútbol local.
- Maya Lynne Robinson como Michelle, la esposa de Ben.
- Ruby Jay como Grace, la hija mayor de Wade.[4]
- Makenzie Moss como Natalie, la hija menor de Wade.[4]

## Episodios
| Temporada | Temporada | Episodios | Episodios | Emisión original         | Emisión original    |
| Temporada | Temporada | Episodios | Episodios | Primera emisión          | Última emisión      |
| --------- | --------- | --------- | --------- | ------------------------ | ------------------- |
|           | 1         | 18        | 18        | 26 de septiembre de 2019 | 4 de marzo de 2020  |
|           | 2         | 13        | 13        | 12 de noviembre de 2020  | 18 de marzo de 2021 |

### Temporada 1 (2019–20)
| N.º en serie | N.º en temp. | Título                             | Dirigido por             | Escrito por                                                                              | Fecha de emisión original | Código de prod. | Audiencia (millones) |
| --- | ------------ | ---------------------------------- | ------------------------ | ---------------------------------------------------------------------------------------- | ------------------------- | --------------- | -------------------- |
| 1 | 1            | «Pilot»                            | John Hamburg             | Historia de: Bill Martin, Mike Schiff & Grady Cooper Guion de: Bill Martin & Mike Schiff | 26 de septiembre de 2019  | UNI101          | 6,04                 |
| Un año después de la muerte de su esposa Jill, Wade y sus dos hijas Grace y Natalie siguen viviendo de la comida del funeral de Jill, con Wade lanzándose a trabajar y negándose a disciplinar a sus hijas o a dar un buen ejemplo para ellas. Cuando se acaba la comida, los amigos de Wade intervienen y le dicen que tiene que empezar a tener citas y poner su vida en orden, una decisión que Grace apoya pero Natalie no. Wade establece un perfil de citas y sale en una cita con una mujer divorciada llamada Danielle, pero le va mal cuando admite que su esposa murió y Danielle se ofrece a dormir con él por lástima. Wade decide que no se comprometerá con una relación hasta que descubra lo que quiere. Más tarde se entera de que Grace y su novio trataron de tener sexo mientras él estaba fuera, lo que le hace darse cuenta de que tiene que poner su pie en el suelo y establecer límites para sus hijas. En una fiesta del equipo de fútbol que él ayuda a dirigir, sus amigos se alegran de ver que se lleva bien con un vecino atractivo. |              |                                    |                          |                                                                                          |                           |                 |                      |
| 2 | 2            | «Breaking Up Is Hard to Do»        | John Hamburg             | Bill Martin                                                                              | 3 de octubre de 2019      | UNI103          | 5,99                 |
| Wade se encuentra con un problema en su vida amorosa cuando su última cita, Lizzie, resulta ser demasiado aburrida y molesta para sus gustos; descubre que ninguno de sus amigos puede ofrecerle mucha ayuda ya que ninguno de ellos ha tenido una cita en años. Wade, que es muy bondadoso, demuestra ser incapaz de romper con Lizzie, incluso cuando Michelle trae a su hermana Meg para hacerle entrar en razón. Natalie empieza a salir de casa sin el conocimiento de su padre, lo que le molesta hasta que descubre que su hija ha estado tomando fotos en secreto para su cuenta de Instagram para que ella pueda sentir cierta sensación de normalidad. Una vez que los dos se reconcilian, hablan y Wade reconoce que no tiene que seguir en una relación infeliz, lo que le da el valor para dejar a Lizzie. Noah, el hijo de Ben, trata de impresionar a Grace comiendo una bolsa de caramelos agrios, sólo para terminar con dolor de estómago. |              |                                    |                          |                                                                                          |                           |                 |                      |
| 3 | 3            | «Widow's Group»                    | John Hamburg             | Mike Schiff                                                                              | 10 de octubre de 2019     | UNI102          | 5,15                 |
| Convencidos de que Wade tiene un problema de ira, sus amigos lo obligan a ir a un grupo de apoyo para viudas, donde resulta ser el único hombre presente. Al principio, no ve la necesidad de volver, ya que el grupo no habla de otra cosa que de sexo, y siente que no tiene un problema de ira. Delia le dice que hable la próxima vez, lo que le lleva a expresar su enojo con otras parejas casadas que no han sufrido como él. Las otras viudas le explican que necesita aceptar su enojo para poder seguir adelante. Después de una noche de fiesta y bebida, Wade apenas se despierta a tiempo para el partido de Natalie, y después cuenta a sus amigos sus nuevas revelaciones. También le dice a Grace, que se ha estado sintiendo excluida ahora que el resto de su familia ya no está tan cerca, que nunca tendrá que preocuparse de que él la deje. |              |                                    |                          |                                                                                          |                           |                 |                      |
| 4 | 4            | «The Unicorn and the Catfish»      | Matt Sohn                | Christine Zander                                                                         | 17 de octubre de 2019     | UNI104          | 5,23                 |
| Los amigos de Wade admiten que acceden regularmente a su perfil de citas para espiarle, así que él se desquita cambiando la contraseña. A Forrest se le ocurre entonces la idea de crear un perfil falso para una mujer a la que llama «Zoya» y lo vincula a la cuenta de Wade para seguir espiando. Para sorpresa de Forrest, llega a disfrutar enviando mensajes de texto a su amiga como Zoya, lo que molesta a Delia que se siente abandonada. Sin que Forrest lo sepa, Wade se da cuenta de su engaño y, incitado por sus hijas, obliga a Forrest a borrar el perfil pidiendo salir a Zoya. Al día siguiente, le hace una broma a Forrest fingiendo estar molesto, pero sin quererlo hiere los sentimientos de su amigo burlándose de él. Al reconocer que necesitan hablar entre ellos como si fueran ellos mismos, los dos arreglan las cosas. Forrest y Delia deciden que quieren ahorrar para un barco para cuando ambos se retiren. |              |                                    |                          |                                                                                          |                           |                 |                      |
| 5 | 5            | «No Small Parts»                   | Todd Holland             | Jason Belleville                                                                         | 24 de octubre de 2019     | UNI105          | 5,87                 |
| El maestro de teatro de Grace, el Sr. Kersey, la presenta como Audrey en la próxima representación de la escuela de Little Shop of Horrors. Sin embargo, Wade pronto se entera de que lo hizo sólo porque lamentaba la muerte de Jill, y que a Grace le aterroriza actuar en el escenario. Él le da la opción de renunciar, y así ella decide hacerlo. Ben firma el compromiso-fóbico de Delia y Forrest para dirigir el puesto de bocadillos del campo de fútbol, lo que se convierte en un desastre ya que Delia se niega a vender comida chatarra y ahuyenta a todos sus clientes ofreciéndoles bocadillos saludables. Ben admite entonces que los contrató como voluntarios una vez al mes y en los torneos. Después de que su padre la presiona para que no se rinda, Grace se queda en el musical y hace un debut estelar. Wade entonces le dice a su hija lo mucho que Jill habría estado orgullosa de ella. |              |                                    |                          |                                                                                          |                           |                 |                      |
| 6 | 6            | «Three Men Out»                    | Matthew A. Cherry        | Chris Kelly                                                                              | 7 de noviembre de 2019    | UNI106          | 5,89                 |
| Después de que una cita termina mal, Wade decide aprovechar que sus hijos están fuera el fin de semana y tener una noche de chicos con Forrest y Ben; ambos declinan, citando compromisos previos. Decepcionado, Wade sale a un bar a beber solo. Ben y Forrest aparecen entonces de la nada, habiendo decidido que necesitan ser los compañeros de Wade para que él pueda anotar. Desafortunadamente, ninguno de los dos tiene mucho éxito, y están listos para irse hasta que Wade presione a Ben para que use su personalidad de «Capitán Cristal» para convertirlo en el centro de atención. Forrest recibe un beso en la mejilla, que toma como prueba de su infidelidad a Delia y se va. Michelle aparece, después de haber visto una foto de Ben rodeado de mujeres atractivas, y lo lleva a su casa. Wade paga su cuenta y se va a casa también, sólo para darse cuenta de que la camarera, Lena, le dejó su número escrito en una servilleta. |              |                                    |                          |                                                                                          |                           |                 |                      |
| 7 | 7            | «Wade Delayed»                     | Kabir Akhtar             | Jacque Edmonds Cofer                                                                     | 14 de noviembre de 2019   | UNI107          | 5,63                 |
| Wade tiene que ir a Atlanta por un viaje de negocios, pero cuando su vuelo de regreso se retrasa, hace que Delia recoja a sus hijas de la escuela. Grace se aprovecha de su ausencia mintiendo a Delia sobre la necesidad de ir a la casa de un vecino para estudiar. Mientras está en el avión, Wade sufre un ataque de pánico cuando se da cuenta de que podría morir, y dos compañeros de viaje le ayudan a calmarse. Una de ellos, Ava, parece estar interesada en Wade, pero cuando aterrizan, ella rechaza su oferta de un trago. Michelle y Delia encuentran a Grace cuando no se presenta a cenar y la regañan; Michelle insiste, sin embargo, en que no le digan nada a Wade. Wade viene a recoger a sus hijos y le dice al grupo que como ahora se da cuenta de que no todas las mujeres están por él, necesita que le ayuden a mantenerlo castigado para que no se vuelva demasiado engreído. |              |                                    |                          |                                                                                          |                           |                 |                      |
| 8 | 8            | «Turkeys and Traditions»           | Dean Holland             | Skander Halim & Gina Ippolito                                                            | 21 de noviembre de 2019   | UNI108          | 5,65                 |
| Se acerca el Día de Acción de Gracias, lo que pone nervioso a Wade, ya que siempre contaba con Jill para organizarlo todo. Sin embargo, él y las chicas deciden intentarlo de todas formas, invitando a los amigos de Wade así como a la hermana de Jill, Allison, y a su familia. Esto rápidamente causa un montón de problemas: Allison empieza a pelearse con Delia por celos de que Jill la tratara más como a una hermana, Ben y Michelle discuten sobre cómo cocinar el pavo, nadie coordina nada, y las chicas se desalientan por su incapacidad para cocinar uno de los mejores platos de Jill. Wade encuentra el libro de cocina de su esposa, pero esto sólo sirve para enfriar aún más su espíritu. Justo cuando parece que nada va a funcionar, el plato sale perfectamente. Inspirado, Wade decide dedicar toda la comida a la memoria de Jill, notando que sin ella, ninguno de ellos estaría junto. |              |                                    |                          |                                                                                          |                           |                 |                      |
| 9 | 9            | «No Pressure»                      | Alex Reid                | Sophia Lear                                                                              | 5 de diciembre de 2019    | UNI109          | 5,74                 |
| Para la fiesta de aniversario de Ben y Michelle, Wade consigue que su amiga y compañera viuda Caroline se haga pasar por su novia cuando Delia vuelve a intentar tenderle una trampa, esta vez con su colega Anna. Ben contrata a un catering para quitarle la presión a su mujer para que cocine, pero calcula mal la cantidad de comida que debe comprar y acaba obligando a Michelle a cocinar macarrones en caja en lugar de alimentar a sus invitados. La experiencia los acerca más cuando Michelle admite que está dispuesta a soportar la presión para hacer especial su aniversario. Para sorpresa de Wade, se lleva bien con Anna, convenciéndole de que termine su falsa relación con Caroline. Cuando va a ver a Anna, se besan. Delia está encantada de que por primera vez desde la muerte de Jill, Wade tenga una relación seria. |              |                                    |                          |                                                                                          |                           |                 |                      |
| 10 | 10           | «Anna and the Unicorn»             | Jay Karas                | Howard Jordan, Jr.                                                                       | 12 de diciembre de 2019   | UNI110          | 5,46                 |
| La relación de Wade con Anna va en serio, pero él sigue posponiendo el decírselo a sus hijos mientras que continuamente accede a las peticiones de su novia para las noches de cita. El resultado es que las chicas se quedan sin supervisión, y terminan haciendo una gran fiesta con los chicos en contra de las reglas de su padre. Wade se da cuenta de que no puede ser un buen padre y seguir viendo a Anna todas las noches, así que los dos acuerdan empezar a pasar menos tiempo juntos. Grace los sorprende besándose y le dice a Wade que si realmente ama a Anna, no debería preocuparse por conseguir su aprobación. Mientras tanto, Delia se obsesiona irrazonablemente con incluir a Michelle en todas las actividades que hace con Anna. |              |                                    |                          |                                                                                          |                           |                 |                      |
| 11 | 11           | «If It Doesn't Spark Joy»          | Dean Holland             | Eden Dranger                                                                             | 9 de enero de 2020        | UNI111          | 4,75                 |
| Michelle le pide a Wade que haga una venta de garaje para poder deshacerse de algunas cosas. A todos se les pide que contribuyan con algo, lo que molesta a Grace y Natalie ya que no quieren vender nada que les recuerde a su madre. Delia les dice que lo hagan de todos modos, pero cambia de opinión cuando se da cuenta de cuánto echa de menos a Jill; las chicas se lo dan todo gratis. Wade hace arreglos para que sus hijos salgan de la casa esa noche para que finalmente pueda consumar su relación con Anna, pero los dos rompen cuando Anna le dice a Wade que nunca se sentirá cómoda saliendo con él mientras él siga sintiendo algo por su difunta esposa. Wade decide que necesita abordar su dolor antes de que pueda volver a tener una cita. |              |                                    |                          |                                                                                          |                           |                 |                      |
| 12 | 12           | «It Isn't Romantic»                | Betsy Thomas & Alex Reid | Bill Martin                                                                              | 16 de enero de 2020       | UNI112          | 5,62                 |
| Ben y Delia se hacen cargo mientras Michelle se recupera en casa de la extirpación de su vesícula biliar, lo que Delia insiste en que es necesario para promover una curación adecuada. Las viudas de Wade le animan a que se centre menos en las citas y más en los encuentros casuales, lo que le hace sentir incómodo. Se lleva a Noah con él para hacer un trabajo de contratación, y los dos discuten los problemas de Wade. Delia se preocupa de que Michelle esté emocionalmente herida al pensar que no es necesaria, y obliga a Ben a ayudarla a fastidiar las cosas para levantar el ánimo de su esposa. Forrest descubre que tiene un don para la moda mientras compra ropa. Cansado de pensar, Wade va a la casa de Caroline para tener sexo. |              |                                    |                          |                                                                                          |                           |                 |                      |
| 13 | 13           | «Worst Case Scenario»              | John Hamburg             | Jacque Edmonds Cofer                                                                     | 30 de enero de 2020       | UNI113          | 5,76                 |
| Después de un susto de salud, Wade se entera de que su información médica está severamente desactualizada y que no tiene un testamento apropiado. Cynthia, una abogada viuda, accede a ayudarlo pro bono, e informa a Wade que necesita decidir quién obtendrá la custodia de sus hijas si él muere. Michelle le pide a Ben que se haga una vasectomía ahora que tienen cuatro hijos, lo cual se niega a hacer hasta que Forrest lo convenza. Wade provoca una discusión al elegir a Delia en lugar de Michelle; molesto por la falta de apoyo, decide darle la custodia a Allison en su lugar, pero más tarde cambia de opinión y en su lugar pide a todos sus amigos que crien a sus hijos juntos, reconociendo que todos tienen contribuciones positivas que ofrecer. |              |                                    |                          |                                                                                          |                           |                 |                      |
| 14 | 14           | «The Wade Beneath My Wings»        | Bill Purple              | Jason Belleville                                                                         | 6 de febrero de 2020      | UNI114          | 6,06                 |
| Forrest sigue el consejo de Wade y desafía a su jefe en el trabajo; esto hace que lo despidan y deja a Delia enojada culpando a Wade por ser irresponsable. Ben consigue un gran contrato para hacer una instalación de audio para un hotel y empieza a gastar generosamente, lo que ofende el sentido de restricción fiscal de Michelle. Los dos lo discuten, y Ben se compromete, acordando usar el dinero de la cuenta del hotel para empezar la universidad de sus hijos. Forrest establece un perfil de trabajo y consigue una entrevista, que pasa con el apoyo de Wade. Sin embargo, cuando el trabajo resulta ser exactamente el mismo que el anterior, Forrest decide que se debe a sí mismo averiguar si hay algo más que quiera en la vida. |              |                                    |                          |                                                                                          |                           |                 |                      |
| 15 | 15           | «Everyone's a Winner»              | Matt Sohn                | Chris Kelly                                                                              | 13 de febrero de 2020     | UNI115          | 5,97                 |
| Wade tiene una mala cita con Heather, la madre de la amiga de Natalie, Jordyn. Cuando Natalie no está invitada a la fiesta de cumpleaños de Jordyn, culpa a su padre. Ben se pelea con Vanessa, que entrena al equipo de baloncesto de su hija, y se le prohíbe asistir a los partidos. Michelle lo obliga a disculparse, y Ben reconoce que debe confiar en el juicio de Vanessa como entrenador. Forrest, habiendo dejado su trabajo, se obsesiona con el «pirata del porche» que roba sus paquetes. Delia se enfrenta a él, y están de acuerdo en que necesita encontrar un nuevo trabajo. Después de descubrir que perdió la invitación de Natalie, Wade tiene que hacer una humillante disculpa a una vengativa Heather. |              |                                    |                          |                                                                                          |                           |                 |                      |
| 16 | 16           | «The Client»                       | Rebecca Asher            | Christine Zander & Sophia Lear                                                           | 20 de febrero de 2020     | UNI116          | 5,90                 |
| Denny, un cliente recién divorciado, contrata a Wade para un trabajo y se aprovecha de su relación tratando de hacer de Wade su socio para ligar con las chicas. Meg, una contadora profesional, hace una auditoría del negocio de Wade y le informa que está en peores condiciones financieras de las que pensaba; a pesar de la noticia, Wade decide cancelar su acuerdo con Denny. Molesto por la incapacidad de Forrest para encontrar trabajo, Delia insiste en que discutan para "sacarlo todo". Después, sin embargo, se dan cuenta de que se aman demasiado como para pelear. Wade finalmente elige ayudar a Denny a rehacer su vida y terminar el trabajo, y Denny le devuelve el favor dándole a Wade la paga que le debe antes. |              |                                    |                          |                                                                                          |                           |                 |                      |
| 17 | 17           | «Caroline, No»                     | Kabir Akhtar             | Jake Lasker                                                                              | 5 de marzo de 2020        | UNI117          | 5,45                 |
| Wade continúa sus encuentros casuales con Caroline, pero le preocupa que ella pueda estar enamorada de él. Resulta ser lo contrario: cuando Wade descubre que Caroline ha estado viendo a alguien, se pone celoso y procede a actuar durante una reunión del grupo de apoyo. Él y Caroline deciden que pueden seguir siendo amigos, pero Wade siente que no es el tipo que puede engancharse a alguien y no desarrollar sentimientos por él. Delia y Michelle tratan de conectarse con Grace, quien eventualmente comparte su mala experiencia con un enamoramiento en la escuela. Las dos mujeres le dicen que ser joven significa que puedes cometer todo tipo de errores, que ella le pasa a su padre. |              |                                    |                          |                                                                                          |                           |                 |                      |
| 18 | 18           | «No Matter What the Future Brings» | Alex Reid                | Mike Schiff                                                                              | 12 de marzo de 2020       | UNI118          | 5,79                 |
| Grace está lista para ir a su primer baile de secundaria, pero cuando su cita se enferma de conjuntivitis, decide no ir. Wade interviene persuadiendo a su exnovio Andrew para que la lleve en su lugar, y Grace reinicia su relación con él. Ben y Michelle asisten a la graduación de preescolar de su hijo menor, mientras Forrest finalmente consigue un nuevo trabajo. Mientras celebran con Wade, el grupo se da cuenta de cuántos años han pasado y de la edad que han alcanzado. Michelle se siente inspirada para volver a la universidad y terminar su carrera ahora que tiene más tiempo libre. Delia le dice a su esposo que quiere encontrar nuevas experiencias para compartir con él. Más tarde ese día, Wade va al cementerio para celebrar el cumpleaños de Jill en su tumba y ayuda a una mujer a atrapar un zorrillo herido, aunque no antes de que los rocíe a ambos. En casa, les dice a sus amigos que no puede dejar de pensar en ella. |              |                                    |                          |                                                                                          |                           |                 |                      |

### Temporada 2 (2020–21)
| N.º en serie | N.º en temp. | Título                                    | Dirigido por      | Escrito por                                             | Fecha de emisión original | Código de prod. | Audiencia (millones) |
| ------------ | ------------ | ----------------------------------------- | ----------------- | ------------------------------------------------------- | ------------------------- | --------------- | -------------------- |
| 19           | 1            | «There's Something About Whoever-She-Was» | John Hamburg      | Bill Martin                                             | 12 de noviembre de 2020   | UNI201          | 4,08                 |
| 20           | 2            | «It's Complicated»                        | John Hamburg      | Mike Schiff                                             | 19 de noviembre de 2020   | UNI202          | 3,90                 |
| 21           | 3            | «It's the Thought That Counts»            | Matthew A. Cherry | Howard Jordan Jr.                                       | 3 de diciembre de 2020    | UNI203          | 3,69                 |
| 22           | 4            | «Work It»                                 | Matt Sohn         | Jason Belleville                                        | 17 de diciembre de 2020   | UNI204          | 3,36                 |
| 23           | 5            | «The First Supper»                        | Betsy Thomas      | Jacque Edmonds Cofer                                    | 21 de enero de 2021       | UNI205          | 3,55                 |
| 24           | 6            | «Overnight Sensation»                     | Amy Coughlin      | Chris Kelly                                             | 28 de enero de 2021       | UNI206          | 3,12                 |
| 25           | 7            | «Swerve and Volley»                       | Dean Holland      | Sophia Lear                                             | 4 de febrero de 2021      | UNI207          | 3,16                 |
| 26           | 8            | «No Exit»                                 | Dean Holland      | Gina Ippolito & Skander Halim                           | 11 de febrero de 2021     | UNI208          | 4,05                 |
| 27           | 9            | «A Big Move»                              | Kabir Akhtar      | Christine Zander                                        | 18 de febrero de 2021     | UNI209          | 3,76                 |
| 28           | 10           | «In Memory Of...»                         | Angela Tortu      | Jason Belleville                                        | 25 de febrero de 2021     | UNI210          | 3,76                 |
| 29           | 11           | «So Far Away»                             | Lauren Hennessey  | Mike Schiff                                             | 4 de marzo de 2021        | UNI211          | 3,81                 |
| 30           | 12           | «Out With the Old»                        | Pete Chatmon      | Historia de: Jake Lasker Guion de: Jacque Edmonds Cofer | 18 de marzo de 2021       | UNI212          | 3,43                 |
| 31           | 13           | «Put Your Mask on First»                  | Angela Tortu      | Bill Martin                                             | 18 de marzo de 2021       | UNI213          | 3,19                 |

## Producción

### Desarrollo
El 6 de febrero de 2019, se anunció que CBS había dado a la serie, una orden de la producción del piloto.  El 9 de mayo de 2019, CBS ordenó la producción de la serie. La serie fue creada por Bill Martin y Mike Schiff, quienes también se desempeñan como productores ejecutivos, junto con Aaron Kaplan, Dana Honor, Wendi Trilling y Peyton Reed. Las compañías de producción involucradas en la serie son Trill TV, Kapital Entertainment y CBS Television Studios.. El 15 de mayo de 2019, se anunció que la serie se estrenaría en el otoño de 2019 y se emitiría los jueves a las 8:30 p. m. La serie se estrenó el 26 de septiembre de 2019. El 22 de octubre de 2019, la serie recibió una temporada completa con 18 episodios. En mayo de 2021, CBS canceló la serie tras dos temporadas.

### Casting
En marzo de 2019, se anunció que Walton Goggins, Rob Corddry, Michaela Watkins, Omar Benson Miller y Maya Lynne Robinson se habían unido al elenco principal de la serie. Junto con el anuncio de la producción de la serie, se anunció que Ruby Jay y Makenzie Moss se habían unido al elenco principal.

## Lanzamiento

### Marketing
El 15 de mayo de 2019, CBS lanzó el primer tráiler oficial de la serie.

## Recepción

### Críticas
En Rotten Tomatoes la serie tiene un índice de aprobación del 88%, basado en 25 reseñas, con una calificación promedio de 6.87/10. El consenso crítico del sitio dice, «Cálido y divertido, The Unicorn encuentra el humor en lugares inesperados y muestra un lado completamente nuevo del talentoso Walton Goggins». En Metacritic, tiene puntaje promedio ponderado de 65 sobre 100, basada en 13 reseñas, lo que indica «criticas generalmente favorables».

### Audiencias

#### Temporada 1
| N.º | Título                             | Fecha de emisión         | ÍA/CP (18–49) | Audiencia (millones) | DVR (18–49) | Audiencia DVR (millones) | Total (18–49) | Audiencia total (millones) |
| --- | ---------------------------------- | ------------------------ | ------------- | -------------------- | ----------- | ------------------------ | ------------- | -------------------------- |
| 1   | «Pilot»                            | 26 de septiembre de 2019 | 0.8/4         | 6.04                 | 0.5         | 2.05                     | 1.3           | 8.10                       |
| 2   | «Breaking Up Is Hard to Do»        | 3 de octubre de 2019     | 0.8/4         | 5.99                 | 0.4         | 1.73                     | 1.2           | 7.72                       |
| 3   | «Widow's Group»                    | 10 de octubre de 2019    | 0.7/4         | 5.15                 | 0.4         | 1.59                     | 1.1           | 6.75                       |
| 4   | «The Unicorn and the Catfish»      | 17 de octubre de 2019    | 0.7/4         | 5.23                 | 0.3         | 1.41                     | 1.0           | 6.64                       |
| 5   | «No Small Parts»                   | 24 de octubre de 2019    | 0.8/4         | 5.83                 | 0.3         | 1.41                     | 1.1           | 7.29                       |
| 6   | «Three Men Out»                    | 7 de noviembre de 2019   | 0.8/4         | 5.89                 | 0.2         | 1.36                     | 1.0           | 7.25                       |
| 7   | «Wade Delayed»                     | 14 de noviembre de 2019  | 0.7/4         | 5.63                 | 0.3         | 1.28                     | 1.0           | 6.91                       |
| 8   | «Turkeys and Traditions»           | 21 de noviembre de 2019  | 0.7/4         | 5.65                 | 0.3         | 1.34                     | 1.0           | 7.00                       |
| 9   | «No Pressure»                      | 5 de diciembre de 2019   | 0.8/4         | 5.74                 | 0.3         | 1.28                     | 1.1           | 7.03                       |
| 10  | «Anna and the Unicorn»             | 12 de diciembre de 2019  | 0.7/4         | 5.46                 | 0.2         | 1.19                     | 0.9           | 6.67                       |
| 11  | «If It Doesn't Spark Joy»          | 9 de enero de 2020       | 0,6/3         | 4,75                 | 0,3         | 1,50                     | 0,9           | 6,25                       |
| 12  | «It Isn't Romantic»                | 16 de enero de 2020      | 0,6/3         | 5,62                 | —           | 1,54                     | —             | 7,16                       |
| 13  | «Worst Case Scenario»              | 30 de enero de 2020      | 0,6/4         | 5,76                 | —           | 1,30                     | —             | 7,06                       |
| 14  | «The Wade Beneath My Wings»        | 6 de febrero de 2020     | 0,7/4         | 6,06                 | —           | 1,30                     | —             | 7,36                       |
| 15  | «Everyone's a Winner»              | 13 de febrero de 2020    | 0,8/4         | 5,97                 | —           | 1,41                     | —             | 7,38                       |
| 16  | «The Client»                       | 20 de febrero de 2020    | 0,6/3         | 5,90                 | 0,3         | 1,36                     | 0,9           | 7,27                       |
| 17  | «Caroline, No»                     | 5 de marzo de 2020       | 0,6/3         | 5,45                 | —           | 1,30                     | —             | 6,76                       |
| 18  | «No Matter What the Future Brings» | 12 de marzo de 2020      | 0,7/4         | 5,79                 | —           | 1,31                     | —             | 7,10                       |

#### Temporada 2
| N.º | Título                                    | Fecha de emisión        | ÍA (18–49) | Audiencia (millones) | DVR (18–49) | Audiencia DVR (millones) | Total (18–49) | Audiencia total (millones) |
| --- | ----------------------------------------- | ----------------------- | ---------- | -------------------- | ----------- | ------------------------ | ------------- | -------------------------- |
| 1   | «There's Something About Whoever-She-Was» | 12 de noviembre de 2020 | 0,4        | 4,08                 | 0,4         | 1,58                     | 0,8           | 5,66                       |
| 2   | «It's Complicated»                        | 19 de noviembre de 2020 | 0,5        | 3,90                 | —           | —                        | —             | —                          |
| 3   | «It's the Thought That Counts»            | 3 de diciembre de 2020  | 0,5        | 3,69                 | 0,3         | 1,38                     | 0,8           | 5,07                       |
| 4   | «Work It»                                 | 17 de diciembre de 2020 | 0,4        | 3,36                 | —           | —                        | —             | —                          |
| 5   | «The First Supper»                        | 21 de enero de 2021     | 0,4        | 3,55                 | —           | —                        | —             | —                          |
| 6   | «Overnight Sensation»                     | 28 de enero de 2021     | 0,4        | 3,12                 | —           | —                        | —             | —                          |
| 7   | «Swerve and Volley»                       | 4 de febrero de 2021    | 0,4        | 3,16                 | —           | —                        | —             | —                          |
| 8   | «No Exit»                                 | 11 de febrero de 2021   | 0,6        | 4,05                 | 0,2         | 1,46                     | 0,8           | 5,51                       |
| 9   | «A Big Move»                              | 18 de febrero de 2021   | 0,5        | 3,76                 | 0,2         | 1,45                     | 0,7           | 5,21                       |
| 10  | «In Memory Of..»                          | 25 de febrero de 2021   | 0,5        | 3,76                 | 0,3         | 1,49                     | 0,8           | 5,26                       |
| 11  | «So Far Away»                             | 4 de marzo de 2021      | 0,6        | 3,81                 | 0,2         | 1,37                     | 0,8           | 5,19                       |
| 12  | «Out With the Old»                        | 18 de marzo de 2021     | 0,4        | 3,43                 | —           | —                        | —             | —                          |
| 13  | «Put Your Mask on First»                  | 18 de marzo de 2021     | 0,4        | 3,19                 | —           | —                        | —             | —                          |